# Ara és la meva
Ara és la meva(títol original en anglès: It's My Turn) és una pel·lícula estatunidenca de Claudia Weill estrenada el 1980.

## Argument
Una dona casada està embolicada amb un ex-jugador de beisbol professional.

## Repartiment
- Jill Clayburgh: Kate Gunzinger
- Michael Douglas: Ben Lewin
- Charles Grodin: Homer
- Beverly Garland: Emma
- Dianne Wiest: Gail

## Nominacions
- Razzie Awards 1981 al pitjor guió per Eleanor Bergstein